# Star Wars: Dark Forces
Star Wars: Dark Forces (dt. Dunkle Mächte) ist der erste kommerziell entwickelte Ego-Shooter, der im Star-Wars-Universum angesiedelt ist. LucasArts entwickelte und veröffentlichte das Spiel im Jahr 1995.
Die Hauptfigur ist der Söldner Kyle Katarn, ein ehemaliger Offizier des Galaktischen Imperiums, der sich der Rebellen-Allianz anschloss, da imperiale Soldaten seine Familie töteten.
Das Spiel wurde handlungstechnisch 1997 mit Star Wars: Jedi Knight (außerhalb Deutschlands als Star Wars Jedi Knight: Dark Forces II veröffentlicht) fortgesetzt. Damit ist Dark Forces der erste Teil der Jedi-Knight-Reihe.
In Deutschland wurden sowohl die originale englische, als auch die deutsche Version am 30. September bzw. am 20. Oktober von der damaligen Bundesprüfstelle für jugendgefährdende Schriften indiziert. Die Indizierung der englischen Version verjährte im September 2020, die Indizierung der deutschen Version einen Monat später.
Nightdive Studios hat 2024 ein Remaster für PC und Konsolen veröffentlicht.

## Handlung
In der ersten Mission, die als Einführung in das Spiel dient, erhält der Spieler den Auftrag, die Pläne des Todessterns, einer imperialen Superwaffe, für die Rebellion zu stehlen. Mithilfe der Pläne gelingt es Truppen der Rebellen, die Kampfstation zu vernichten.
Ein Jahr später tritt die Rebellion erneut an Katarn heran und beauftragt ihn, ein neues Waffenprojekt des Imperiums, das Dunkle-Truppe-Projekt, ein Projekt zur Erforschung von Kriegsdroiden, auszuspionieren und zu sabotieren. Seine ersten Untersuchungen führen ihn nach Anoat, wo er den imperialen Waffenentwickler Rebus aufspürt und verhört. Von diesem erfährt er, dass die Forschungsbasis Fest und ein Minenkomplex auf Gromas für das Dunkle-Truppe-Projekt von Bedeutung sind. Inzwischen hat Crix Madine, ein imperialer Offizier, die Seiten gewechselt und für die Rebellen Informationen über das Dunkle-Truppe-Projekt gesammelt. Dabei wurde er allerdings erwischt und verhaftet. Katarn wird beauftragt, Madine vor der Hinrichtung zu bewahren und ihn aus dem imperialen Gefängnis zu befreien. Madine enthüllt anschließend Standorte weiterer imperialer Fabriken, die für das Projekt relevant sind. Nachdem Katarn Anschläge auf diese Fabriken verübt hat, fällt er in die Hände von Piraten unter der Führung von Jabba the Hutt. Es gelingt ihm allerdings schnell, diesen zu entkommen und eine Treibstoffstation ausfindig zu machen, die er zerstört. Anschließend gelingt es ihm, die Arc Hammer, ein Fabrikschiff, auf dem die dunklen Truppen hergestellt werden, aufzuspüren. Dort tötet er den Projektleiter, General Rom Mohc, im Zweikampf und sprengt danach das Schiff, wodurch das Dunkle-Truppe-Projekt beendet wird.
Die Handlung wird durch Videosequenzen, In-Game-Sprache und Missionsbeschreibungen erläutert und vorangetrieben, was gerade unter den Ego-Shootern zu dieser Zeit eher unüblich war.

## Spielprinzip
Dark Forces ist ein Shooter, der aus der Ego-Perspektive gespielt wird. Der Spieler steuert die Spielfigur Kyle Katarn durch vielfältige Umgebungen. In diesen trifft er auf zahlreiche Gegner, die den Spieler bei Sichtkontakt angreifen. In Kampfsequenzen stehen dem Spieler seine Fäuste, Landminen, Granaten, Pistolen und Gewehre zur Verfügung. Die meisten Kämpfe sind Distanzkämpfe. Für seine Waffen benötigt der Spieler Munition. Diese sind ähnlich wie die Boni in den Leveln verteilt und können aufgesammelt werden.
Den Kern des Spiels stellt die linear aufgebaute Kampagne dar. In den einzelnen Leveln kann der Spieler diverse Boni aufsammeln, die seine Rüstung und seine Waffen aufwerten. Von gefallenen Gegnern kann er die Waffen aufnehmen.

## Entwicklungsgeschichte
Die Entwicklung des Spiels begann im September 1993 unter der Leitung von Daron Stinnett, Ray Gresko und Justin Chin. Zu dem Zeitpunkt war das Shooter-Genre maßgeblich durch das 1993 veröffentlichte Doom beeinflusst. Die Entwickler von Dark Forces beabsichtigten, die Elemente eines Shooters mit der Levelgestaltung von Adventure-Spielen zu kombinieren. Dazu implementierten sie einige Rätsel, etwa Puzzles und platzierten an mehr oder weniger sichtbaren Stellen Extra-Leben und andere Boni.
Ursprünglich sollte Luke Skywalker den Hauptcharakter des Spiels darstellen. Die Entwickler der Handlung fürchteten allerdings, dass dies der Kampagnengestaltung engere Grenzen setzen würde, weswegen mit Kyle Katarn ein neuer Charakter entwickelt wurde.
Bei der Veröffentlichung wurde Star Wars: Dark Forces häufig als ein weiterer Doom-Klon bezeichnet. Allerdings führte der Titel neue Elemente im Shooter-Genre ein. Dazu zählen die Fähigkeiten, auf und ab zu schauen, zu schwimmen und zu kriechen. Um diese Möglichkeiten zu erlauben, entwickelte das Studio eine neue Engine, die Jedi-Engine, die auch im 1997 erschienenen Outlaws verwendet wurde. Die Jedi-Codebasis erlaubt die Verwendung dreidimensionaler Modelle, damals eine Besonderheit. Allerdings sind im Spiel aus Optimierungsgründen nur wenige solcher Modelle enthalten. Die meisten Objekte, etwa gegnerische Figuren sind zweidimensionale Grafiken, welche in Abhängigkeit von der Entfernung des Spielers geschickt skaliert und beleuchtet werden, sodass sie annähernd dreidimensional wirken. Eine weitere Besonderheit der Jedi-Engine ist, dass sie die Darstellung feiner Partikel erlaubt, mit denen sich atmosphärische Effekte, z. B. Nebel darstellen lassen. Stinnett beschrieb, dass dadurch eine aktivere Umgebung erzeugt werden sollte. Weitere Effekte, die dazu beitragen sind fließende Gewässer, Schiffe, die an Docks an- und ablegen sowie sich bewegende Komponenten von Maschinen.
Mit besonderen Schwierigkeiten war die Portierung des Spiels für Mac-Umgebungen verbunden, da LucasArts darauf bestand, dass für Mac und DOS die gleichen Systemanforderungen gelten. Das Mac-System selbst benötigt aber mehr Ressourcen, da es anders als DOS über eine GUI verfügt. Daher musste der Ressourcenbedarf des Spiels deutlich gesenkt werden.
Dark Forces besitzt eine für die damalige Zeit außergewöhnlich umfangreiche Tonausgabe. Die Entwickler verwendeten das iMUSE-System, um einen Soundtrack zu erstellen, der auf der originalen Filmmusik von John Williams fußt. Darüber hinaus bietet das Spiel Sprachausgabe und zahlreiche Toneffekte, z. B. Gewehrschüsse und Explosionen.

## Rezeption
Die Mac-OS- und die DOS-Versionen erhielten gute Kritiken. Für letztere berechnete GameRankings eine Metawertung von 77 %. Die PlayStation-Ausführung schnitt dagegen bei der Fachpresse deutlich schwächer ab, für sie wurde eine Wertung von 59,57 % berechnet.
Ron Dulin von GameSpot lobte in einem Test der DOS-Version die kreative Gestaltung der Level, die durch ihre Mischung von Denk- und Geschicklichkeitsaufgaben überzeugen könne. Kritik übt er am Fehlen eines Mehrspieler-Modus, wodurch der Wiederspielwert stark gemindert werde. Außerdem sei das Spiel mit seiner geringen Anzahl an Leveln zu kurz. Die PlayStation-Version leide zusätzlich unter einer sehr schwachen Grafikleistung, die das Spielen an einigen Stellen stark erschwere. Ferner sei ein umständliches und nutzerunfreundliches Speichersystem implementiert.
Die Redaktion des Online-Magazins IGN schloss sich der Kritik an der PlayStation-Version an. Die grafische Leistung des Spiels sei außergewöhnlich schwach. Animationen wirken sehr hölzern, Texturen seien selbst aus der Ferne so stark verpixelt, dass sie kaum zu identifizieren seien:

“Unlike the PC and Mac versions, PlayStation Dark Forces is grainier than a loaf of bread.”

„Anders als die PC- und die Mac-Versionen ist Dark Forces auf der PlayStation körniger als ein Laib Brot“

Vom Konzept her sei das Spiel allerdings gut gelungen. Die Handlung sei zweckmäßig und das Spielprinzip abwechslungsreich gestaltet. Deswegen wirke Dark Forces auf anderen Plattformen deutlich besser.

## Source Port
Der quelloffene Source Port The Force Engine erlaubt höhere Auflösung, unbeschränkte Bildfrequenzen sowie freies Speichern. Zudem kann die Sensitivität der Maus eingestellt oder mit Controller gespielt werden. Zahlreiche Fehler etwa bei der KI von Endgegner Boba Fett wurden behoben. Zum Spielen wird allerdings eine Kopie des Originalspiels benötigt, da Spielinhalte wie Grafiken und Musik proprietär sind.